# استقراء (أصول الفقه)
الاستقراء في اللغة بمعنى: التتبع، وفي أصول الفقه أحد طرق الاستدلال على الأحكام الشرعيّة، وهو: استنتاج حكم كلي من تتبع جزئياته، فإن كان الاستدلال على الكلي بكل جزئياته؛ فهو استقراء تام، وهو قليل الوقوع، وإن كان الاستدلال على الكلي ببعض جزئياته؛ فهو استقراء ناقص وهو الأكثر وقوعا.

## معنى الاستقراء
الاستقراء في اللغة: التتبع أو التفحص ويقال: استقرء بمعنى: أخذ القراءة.
وفي المفهوم العام هو نوع من الاستدلال في الأحكام، وضابطه هو: الحصول على حكم كلي من تتبع جزئياته. وهو أحد الطرق المستخدمة في مناهج البحث العلمي. وفي منهج أصول الفقه يعد أحد طرق الاستدلال المفيدة للأحكام، ويستدل به في الأحكام الشرعية، التي تحتاج إلى معرفة الحكم بدليل الاستقراء.

## الاستقراء التام
الاستقراء التام هو: إثبات حكم في جزئي لثبوته في الكلي. مثل: كل جسم متحيز.
الجسم مشترك بين جزئيات، واستقراء جميع جزئيات الجسم منحصرة في الحيوان والنبات والجماد، وكل منها متحيز وهذا الاستقراء يفيد الحكم يقينا في كلي، وهو الجسم الذي هو مشترك بين الجزئيات، فكل جزئي من ذلك الكلي يحكم عليه بما حكم به على الكلي، إلا صورة النزاع. فيستدل بذلك على صورة النزاع، وهو مفيد للقطع، فإن القياس المنطقي مفيد للقطع عند الأكثر.

## الاستقراء الناقص
استقراء ناقص وهو: الذي يكون فيه تتبع أكثر الجزئيات لإثبات الحكم الكلي المشترك بين جميع الجزئيات بشرط أن لا تتبين العلة المؤثرة في الحكم. ويسمى هذا عند علماء الفقه: (إلحاق الفرد بالأعم الأغلب) وهو ظني ويختلف فيه الظن باختلاف الجزئيات. فكلما كان الاستقراء في أكثر كان أقوى. وكلا النوعين حجة والأول حجة بالاتفاق، والثاني حجة إن كانت هناك صور كثيرة تدخل في الحكم.

### العمل بالاستقراء الناقص
ويدل على أنه يفيد الظن: أن صورا كثيرة داخلة تحت نوع، واشتركت في حكم، وليس ما يعلم أنه منها: خرج عن ذلك الحكم
وتفيد تلك الكثرة قطعا عن ظن الحكم.
مما يدل على العمل بالظن، ما ورد عن أم سلمة في الصحيحين:
«إنما أنا بشر، وإنكم تختصمون إلي، ولعل بعضكم ألحن بحجته من بعض، فأحسب أنه صدق، فأقضي له بذلك فمن قضيت له بحق مسلم؛ فإنما هي قطعة من النار، فليأخذها أو ليتركها.»